# Ligament radio-scapho-capital
 
Le ligament radio-scapho-capital est un ligament extrinsèque du carpe. Il s'insère sur la face antérieure de la face palmaire du processus styloïde du radius. Après un trajet oblique en bas et en dedans, il se termine sur l'os scaphoïde et l'os capitatum.